# Fertigparkett
Fertigparkett ist ein bereits verlegefertig produzierter Bodenbelag aus Holz bzw. mit Holzoberfläche für Räume in geschlossenen Gebäuden.
Beim Fertigparkett sind die einzeln zu verlegenden Stäbe oder Planken schon fertig versiegelt oder geölt etc. Das Parkett aus Massivholz oder als Mehrschichtparkett (Edelholznutzschicht auf ein Trägersystem aus meist günstigerem Nadelholz oder Multiplex mit oder ohne Gegenzug aufgebracht) ist frei von Oberflächenfehlern und besonders passgenau verarbeitet. Der Vorteil liegt im Besonderen in der einfachen und kostengünstigen Montage auf der Baustelle, da schleifen, kitten und endbehandeln entfällt. Ein Fertigparkett ist wesentlich schneller „bewohnbar“. Einfache Mehrschichtparkettböden sind wegen der im Vergleich zum Stabparkett wesentlich dünneren Nutzschicht (meist nur 2–6 mm) auch günstiger als Stab- oder Mosaikparkett. Eine besonders hochwertige Variante ist scharfkantiges Massivparkett als Fertigparkett mit lackierten Oberflächen.
Ein abgenutzter oder verkratzter Parkettboden kann durch Abschleifen und anschließende Neulackierung renoviert werden. Bei Mehrschichtparkettboden ist dies wegen der geringen Dicke der Nutzschicht jedoch nur ein- oder zweimal möglich, da dann die oberste Holzschicht „durchgeschliffen“ ist und der Untergrund sichtbar wird.

## Unterscheidungsmerkmale
Fertigparkett gibt es von mehreren Herstellern in verschiedenen Varianten, welche sich durch einige Kriterien voneinander unterscheiden.

### Holzart
Parkette werden traditionell aus Eiche, Buche oder Nadelholz hergestellt. Es gibt jedoch auch Parkette aus anderen Hölzern wie Kirsche, Ahorn, Esche, Nussbaum, Birke oder Teak.
Die Holzarten unterscheiden sich neben dem Aussehen in ihrer Struktur und Festigkeit. Die Härte von Holzbelägen wird mit dem Brinell-Verfahren ermittelt. Dabei wird unter definierten Umgebungsvoraussetzungen eine Stahlkugel auf das Holz gedrückt. Deren Abdruck wird vermessen und gibt die Härte des Holzbelags wieder.

### Sortierung
Die meisten Hersteller bieten ihre Parkette in unterschiedlich sorgfältiger Auslese an. Eine feinere Aussortierung von Holzstücken mit Fehlern und Astlöchern sorgt für ein gleichmäßigeres Aussehen des Bodenbelags. Werden die Holzstücke nicht aussortiert, bleibt ein urwüchsiges, rustikales Aussehen.

### Schichtaufbau
Massivparkett als Fertigparkett ist aus einem massiven Stück Holz.
Beim Mehrschichtparkett ist der Schichtaufbau ein wesentliches Qualitäts- und Unterscheidungsmerkmal. Die oberste Schicht ist immer die, wahlweise geölte oder lackierte, Echtholzschicht. Darunter können sich eine oder mehrere Träger- und Stabilitätsschichten befinden. Meist werden für diese Schichten Fichtenstäbe verwendet. An einigen Fertigparkettsorten ist eine Trittschalldämmung direkt als unterste Schicht angebracht, bei anderen ist eine separate Trittschalldämmung als Untergrund zu verlegen.

### Verlegeweise
Ursprünglich wurde Mehrschichtparkett immer durch Anleimen der zusammenzusteckenden Nut und Feder stabilisiert und feuchtigkeitsfest gemacht. Seit einiger Zeit werden jedoch immer mehr Mehrschichtparkette zur leimlosen Verlegung und/oder mit diversen „Klick-Systemen“ zur einfacheren Montage angeboten.
2-schicht Fertigparkett ist schubfest zu verlegen, also zu kleben oder zu nageln.